# Municipio de Spring Valley (condado de Cherokee)
El municipio de Spring Valley (en inglés: Spring Valley Township) es un municipio ubicado en el condado de Cherokee en el estado estadounidense de Kansas. En el año 2010 tenía una población de 1106 habitantes y una densidad poblacional de 9,05 personas por km².

## Geografía
El municipio de Spring Valley se encuentra ubicado en las coordenadas 37°4′4″N 94°47′10″O / 37.06778, -94.78611. Según la Oficina del Censo de los Estados Unidos, el municipio tiene una superficie total de 122.27 km², de la cual 121,9 km² corresponden a tierra firme y (0,3 %) 0,37 km² es agua.

## Demografía
Según el censo de 2010, había 1106 personas residiendo en el municipio de Spring Valley. La densidad de población era de 9,05 hab./km². De los 1106 habitantes, el municipio de Spring Valley estaba compuesto por el 86,71 % blancos, el 1,9 % eran afroamericanos, el 5,61 % eran amerindios, el 1,54 % eran de otras razas y el 4,25 % eran de una mezcla de razas. Del total de la población el 2,62 % eran hispanos o latinos de cualquier raza.